# Live & Acoustic at the Palace
Live & Acoustic at the Palace es el segundo álbum en directo de la banda de rock alternativo The Used para celebrar el 15 aniversario de la banda. Fue grabado en un espectáculo el 11 de octubre de 2015 en el Palace de Los Ángeles. Es el primer lanzamiento sin el guitarrista Quinn Allman. 
La actuación contó con la participación de músicos invitados, incluyendo un cuarteto de cuerda, pianista, arpista, percusión extra y un coro gospel de tres piezas.

## Lista de canciones
| N.º | Título                           | Duración |  |
| 1.  | «Tunnel»                         | 4:01     |  |
| 2.  | «The Taste of Ink»               | 6:07     |  |
| 3.  | «Yesterday's Feelings»           | 4:06     |  |
| 4.  | «Lunacy Fringe»                  | 4:35     |  |
| 5.  | «The Bird and the Worm»          | 4:35     |  |
| 6.  | «Paralyzed»                      | 3:59     |  |
| 7.  | «All That I've Got»              | 6:51     |  |
| 8.  | «Overdose»                       | 5:57     |  |
| 9.  | «Blue and Yellow»                | 5:58     |  |
| 10. | «Hard to Say»                    | 5:49     |  |
| 11. | «Imagine» (Cover de John Lennon) | 4:16     |  |
| 12. | «On My Own»                      | 4:35     |  |

## Personal
The Used
- Bert McCracken – voz principal, teclado, sintetizador, piano, programación.
- Justin Shekoski – guitarra, coros.
- Jeph Howard – bajo, coros.
- Dan Whitesides – batería, percusión, coros.